# الدائرة الحمراء (فلم)
الدائرة الحمراء (بالفرنسية: Le Cercle Rouge) فيلم جريمة فرنسي-إيطالي لعام 1970، صُورت أغلب مشاهده في باريس. أخرجه جان بيير ميلفيل وقام بالبطولة آلان ديلون وأندريه بورفيل وجيان ماريا فولونتي وفرانسوا بيرييه وإيف مونتان. وشهرة الفيلم تتركز في المشاهد المتسلسلة لحادثة السرقة التي تستمر حوالي النصف ساعة ولا يوجد بها حوار تقريبًا. عنوان الفيلم يعني «الدائرة الحمراء» ويشير إلى كلمات «سيدهارتا جوتاما بوذا» عندما رسم دائرة بقطعة من الطباشير الأحمر وقال: «عندما يلتقي الرجال يومًا ما، حتى عن غير قصد، ومهما كانت مساراتهم متباعدة، في اليوم المذكور، سيأتون حتماً معًا في الدائرة الحمراء».

## طاقم التمثيل
آلان ديلون: في دور كوري
أندريه بورفيل: في دور مفتش الشرطة ماتي
جيان ماريا ويل: في دور فوجل
إيف مونتان: في دور جانسن
بول كروشيت: في دور المتلقي
بول اميوت: في دور رئيس الشرطة
بيير كوليت: في دور حارس السجن
أندريه إيكيان: في دور ريكو
جان بيير بوسير: في دور مساعد ماتي
فرانسوا بيرييه: في دور سانتي
إيف أركانيل: في دور قاضي التحقيق
رينيه بيرتييه: في دور مدير الشرطة القضائية
جان مارك بوريس: في دور جان مارك سانتي
جان تشامبيون: في دور حارس
إيفان تشيفر: في دور شرطي
آنا دوكينغ: في دور صديقة كوري
روبرت فافارت: في دور كاتب موبوسين
روجر فراديت: في دور شرطي
إدوارد فرانكوم: في دور حارس قاعة البلياردو
جان فرانفال: في دور موظف إستقبال الفندق
جاك غالاند: في دور سائق قطار
جان بيير جانيك: في دور بول
بيير ليكومتي: في دور نائب الشؤون الداخلية
جاك ليونارد: في دور شرطي
جاك ليروي: في دور شرطي
جان بينول: في دور كاتب سجل المحكمة
روبرت روندو: في دور شرطي

## أحداث الفيلم
تدور أحداث الفيلم في مرسيليا، حيث يطلق سراح سجين يدعى كوري في وقت مبكر لحسن السلوك، وقبل وقت قصير من مغادرته، يخبره أحد مراقبي السجن عن محل مجوهرات مرموق يمكن أن يسرقه في باريس. يذهب كوري إلى منزل ريكو، الشريك السابق الذي خذله وتعيش معه صديقته السابقة الآن، وتحت تهديد السلاح يستولى من خزانة ريكو على بعض المال، ثم يذهب إلى صالة بلياردو، حيث يجده إثنين من رجال ريكو. ينجح كوري في قتل أحدهما، والتخلص من الآخر والإستيلاء على سلاحه. يشتري كوري سيارة (أمريكية) كبيرة ويخفي كلا المسدسين في حذائه، ويتجه إلى باريس. في طريقه، يستمع إلى موسيقى الجاز والأخبار، يواجه حاجزًا للشرطة.
يتمكن سجين آخر، هو فوجل وفي نفس الصباح من الفرار أثناء نقله بالقطار من مرسيليا إلى باريس ليستجوبه المفوض ماتي الذي يحظى بإحترام كبير. يسارع ماتي بمطاردة السجين الهارب فوجل، ويأمر بوضع حواجز على الطريق ويشرف على المطاردة بنفسه. في هذه الأثناء، وحين يصادف كوري حواجز الطريق، يدرك ما يدور حوله هذا النشاط الشرطي الضخم، وعلى جانب الطريق يتوقف كوري لقضاء حاجة، تاركًا صندوق سيارته مفتوحًا. يعبر فوجل مجرى مائي ليضلل الكلاب عن رائحته، ويصل إلى مكان سيارة كوري ويختبئ في صندوق السيارة. يعود كوري لقيادة سيارته، ويبدو وكأنه شاهد فوجل أو كان ينتظر ذلك. ينطلق إلى حقل مفتوح ويطلب من فوجل الخروج، وأنه آمن، وبعد مواجهة متوترة يعرف كل منهما الآخر. تلحق بهما سيارة واثنين من رجال ريكو، ويضطر كوري للخروج من الطريق. يأخذه الرجلان إلى الغابة، ويأخذوا أمواله، وقبل قتله، يطلق فوجل النار عليهما.
يصطحب كوري زميله الجديد فوجل إلى شقته في باريس حيث يبدؤون بالتخطيط لعملية السطو. لهذا يحتاجون إلى قناص، لتعطيل نظام الأمان بطلقة رصاصة واحدة. يقوم كوري بتجنيد جانسن الشرطي السابق والذي يعاني من أزمة نفسية جعلته يدمن الخمور.
تنجح السرقة ولكن لا ينجح الثلاثة في بيع المجوهرات المسروقة. تتعثر المقابلات مع المشتري ويتمكن المفوض ماتي، الذي كان مستمرا في البحث عن السجين الهارب، من العثور على فوجل ولكنه لايظفر به وحده، حيث يجده بصحبة كوري وجانسن. تنتهي الأحداث بقتل الرجال الثلاثة برصاص المفوض ماتي، الذي يستعيد الجواهر المسروقة.

## استقبال الفيلم
احتل الفيلم المركز الخامس في قائمة أشهر فيلم في فرنسا لعام 1970.
كتب فينسنت كانبي (الناقد السينمائي الأمريكي)، في مقالة عام 1993، عن نسخة مدبلجة إلى الإنجليزية مدتها 99 دقيقة: «أن الدائرة الحمراء لا يكتسح المشاهد تمامًا. يسير الفيلم بخطى معروفة، حيث يصنع المخرج ملفيل قصة ثلاثة يخططون وينفذون سرقة متجر مجوهرات أنيق، يفترض أن جدرانه منيعة، ولابد من التقليل من شأن الفيلم، ومن سيناريو ميلفيل، وحتى بالنسبة للتصوير الخافت لهنري ديكا، والذي يتميز بالألوان ولكن له تأثير بارد من الأسود والأبيض». كتب الناقد البريطاني ومحرر جريدة الجارديان بيتر برادشو، في مقالة عام 2003 لإصدار من الفيلم مدته 102 دقيقة، ووصف الفيلم بأنه «ممتع» وأشار إلى أن ملفيل يقدم الواقع الفرنسي الشجاع، مع تسلسل السرقة الصامتة التي تشد الإنتباه. منح الناقد السنيمائي روجر إيبرت الفيلم أربعة نجوم من أصل أربعة في مراجعته لعام 2003.
منح موقع الطماطم الفاسدة الفيلم تقييم 95%.

## وصلات خارجية
https://www.criterion.com/current/posts/1815-le-cercle-rouge-what-is-the-red-circle
https://www.criterion.com/current/posts/303-le-cercle-rouge-great-blasphemies
https://www.imdb.com/title/tt0065531/
https://www.allmovie.com/movie/v141358